# Burtenbach
Burtenbach ist ein Markt im schwäbischen Landkreis Günzburg.

## Geografie
Die Gemeinde liegt im Mindeltal zwischen Augsburg und Ulm am nordwestlichen Rand des Naturparks Augsburg Westliche Wälder.

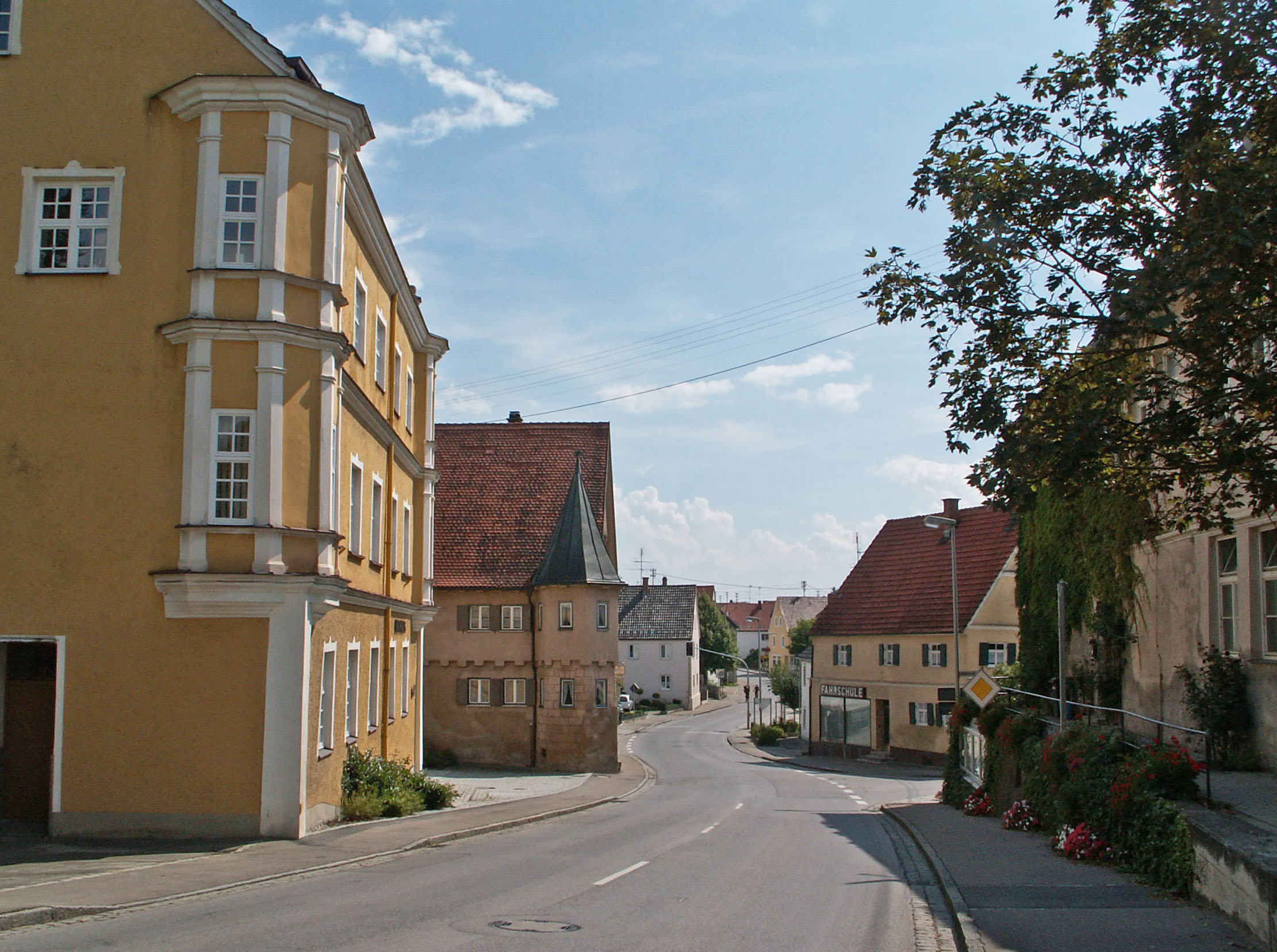
Hauptstraße in Burtenbach

Es gibt vier Gemeindeteile (in Klammern ist der Siedlungstyp angegeben):
- Burtenbach (Hauptort)
- Humprechtsmühle (Elektrizitätswerk)
- Kemnat (Pfarrdorf)
- Oberwaldbach (Kirchdorf)

Es gibt die Gemarkungen Burtenbach, Kemnat und Oberwaldbach.

## Geschichte

### Bis zur Gemeindegründung
Burtenbach dürfte um 700 – 800 n. Chr. gegründet worden sein. Darauf deuten ehemalige Hügelgräber, Reste zweier Viereckschanzen sowie verschiedene Funde hin. Der Ortsname wird unterschiedlich gedeutet, als Burto oder Burgito am Bach, als Furt am Bach (Mindel) oder auch als Burren (Berg) am Bach.
Im 13. Jahrhundert gehörte der Ort zur hochadligen Herrschaft von Eberstall und später den Herren von Berg (Burgau), der späteren Markgrafschaft sowie den Herzögen von Baiern.
Der 1471 zum Markt erhobene Ort Burtenbach war Sitz einer Herrschaft und gehörte seit 1532 den Freiherrn Schertlin von Burtenbach. Dieser führte 1546 die Reformation ein. 1556 erbaute er das Schloss neu, das 1731 abbrannte und in den Jahren bis 1740 von Franz Marquard Eusebius Freiherr Schertel von Burtenbach in seiner jetzigen Form wieder errichtet wurde.
Mit der Rheinbundakte 1806 kam der Ort zum Königreich Bayern.

### Eingemeindungen
Im Zuge der Gebietsreform in Bayern wurden am 1. Mai 1978 die Gemeinde Kemnat und von der aufgelösten Gemeinde Oberwaldbach der gleichnamige Hauptort und die Humprechtsmühle eingegliedert.

### Einwohnerentwicklung
Zwischen 1988 und 2018 wuchs der Markt von 3004 auf 3480 um 476 Einwohner bzw. um 15,9 %.
- 1961: 2595 Einwohner, davon 1555 in Burtenbach, 538 in Kemnat und 502 in Oberwaldbach[4]
- 1970: 2721 Einwohner, davon 1698 in Burtenbach, 553 in Kemnat und 470 in Oberwaldbach[4]
- 1987: 2990 Einwohner
- 1991: 3094 Einwohner
- 1995: 3248 Einwohner
- 2000: 3344 Einwohner
- 2005: 3307 Einwohner
- 2010: 3178 Einwohner
- 2015: 3361 Einwohner
- 2020: 3382 Einwohner

mit Zweitwohnsitzen nach Gemeindeangaben:
- 2. Januar 2008: 3490 Einwohner, davon 2359 in Burtenbach, 623 in Kemnat und 508 in Oberwaldbach

## Politik

### Gemeinderat
Der Marktgemeinderat hat 16 Mitglieder. Sie verteilen sich aufgrund der Kommunalwahl am 15. März 2020 auf die vier Wahlvorschläge wie folgt:
- Bürger reden mit: 5 Sitze (34,6 %)
- Freie Wählervereinigung Burtenbach: 5 Sitze (29,0 %)
- Freie Wählergemeinschaft Kemnat: 3 Sitze (19,8 %)
- Bürgerliste Burtenbach: 3 Sitze (16,5 %)

In der Amtszeit 2014 bis 2020 waren die Sitze wie folgt verteilt:
- Bürger reden mit: 7 Sitze
- Freie Wählervereinigung Burtenbach: 4 Sitze
- Freie Wählergemeinschaft Kemnat: 2 Sitze
- Bürgerliste: 3 Sitze

### Bürgermeister
Erster Bürgermeister ist Roland Kempfle (Bürger reden mit/FWG Kemnat). Er wurde im Jahr 2002 Nachfolger von Hans Rößner (Freie Wählervereinigung). Rößner hatte das Amt seit 1990 inne, sein Vorgänger wiederum war Walter Gruber.
Kempfle (* 1967) wurde zuletzt am 15. März 2020 (ohne Mitbewerber) für weitere sechs Jahre im Amt bestätigt.

### Wappen
| Wappen von Burtenbach | Blasonierung: „In Rot zwei schräg gekreuzte silberne Schlüssel, denen eine aufrechte, bewurzelte goldene Lilie unterlegt ist.“ |
| Wappen von Burtenbach | Wappenbegründung: Kaiser Friedrich III. erhob Burtenbach 1471 zum Markt. 1547 wird ein Siegel erwähnt, bei dem es sich wahrscheinlich um das Siegel der Familie Schertlin handelt, die seit 1532 die Herrschaft in Burtenbach innehatte. Der Markt führte bis 1812 deren Wappen als Ortswappen. Als die Familie Halder aus Augsburg 1836 die Ortsherrschaft erwarb, lehnte sie das Schertlin'sche Familienwappen als Ortswappen ab. Daraufhin verzichtete der Markt ganz auf ein Hoheitszeichen. 1929 wurde dem Markt das Wappen wieder verliehen, in der Gestalt des älteren Wappens der Familie Schertlin. Ab 1534 ist auf dem Wappen ein aufrecht sitzender Löwe mit Doppelschweif abgebildet, der in der linken Pranke eine Lilie, in der rechten einen Schlüssel hält. Dieses Wappen wird seit 1929 geführt. |

## Wirtschaft und Infrastruktur

### Wirtschaft einschließlich Land- und Forstwirtschaft
Nach der amtlichen Statistik gab es 1998 im Bereich der Land- und Forstwirtschaft 33, im produzierenden Gewerbe 696 und im Bereich Handel und Verkehr 14 sozialversicherungspflichtig Beschäftigte am Arbeitsort. In sonstigen Wirtschaftsbereichen waren am Arbeitsort 215 Personen sozialversicherungspflichtig beschäftigt. Sozialversicherungspflichtig Beschäftigte am Wohnort gab es 1145. Im verarbeitenden Gewerbe gab es vier, im Bauhauptgewerbe zehn Betriebe. Zudem bestanden im Jahr 1999 95 landwirtschaftliche Betriebe mit einer landwirtschaftlich genutzten Fläche von 1624 ha, davon waren 858 ha Ackerfläche und 756 ha Dauergrünfläche.

### Ansässige Unternehmen
- Kögel Trailer, ein Hersteller von Nutzfahrzeugen
- Stern Metallbau GmbH, Metallbauunternehmen
- Eurotec Innovation GmbH, Maschinenbau
- Erhardt Markisenbau GmbH, Markisenbau
- Hans Dumerth Bauunternehmen und Holzbau GmbH, Bauunternehmen und Holzbau
- Haft Maschinenbau GmbH, Maschinenbau
- Kugler Finanzmanagement GmbH, Finanz- u. Versicherungsmakler

### Verkehr
Das Gemeindegebiet wird in Nord-Süd-Richtung von der Staatsstraße 2025 durchquert. Seit Oktober 2015 verläuft der Verkehr nicht mehr über die zentrale Hauptstraße, sondern über eine neugebaute Umgehungsstraße östlich des Ortes, wobei das Industriegebiet im Norden einen eigenen Anschluss erhielt. Die Staatsstraße kreuzt 5 km nördlich von Burtenbach die Autobahn A 8 (AS 69 Burgau).
Im Mindeltal verläuft der Mindeltal-Radweg.

### Bildung

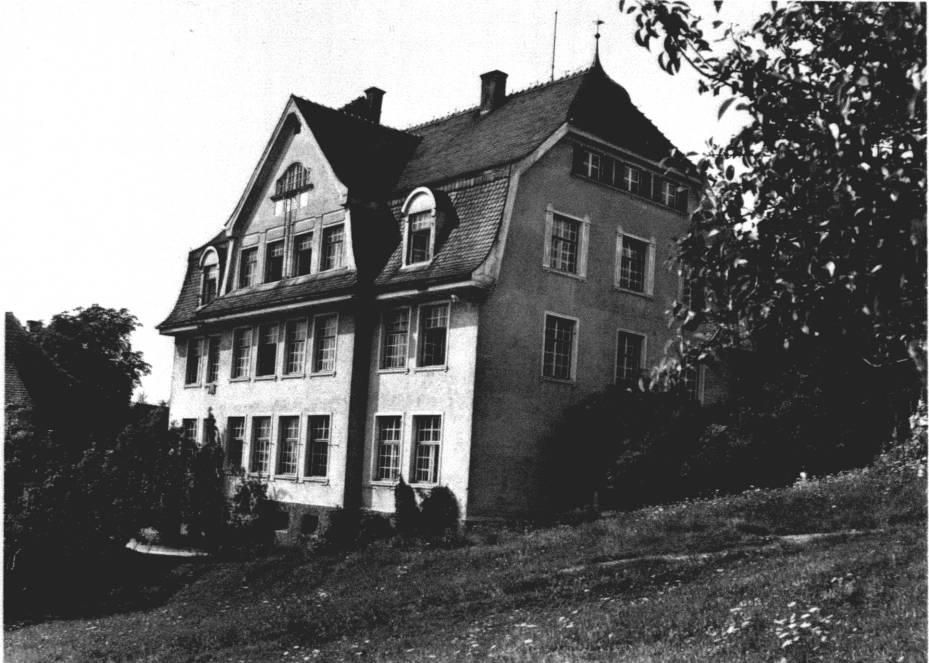
Schule Schertlinhaus in Burtenbach 1944

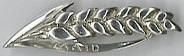
Schulnadel Schertlinhaus

1895 gründete das Pfarrerehepaar Ernst Zech und Louise Zech-Mehl eine dem Reifensteiner Verband zugeordnete Bildungs- und Erziehungsstätte für Mädchen, das Schertlinhaus, die 1945 aufgelöst wurde.
1999 gab es folgende Einrichtungen:
- Kindergärten: 124 Kindergartenplätze mit 129 Kindern
- Volksschulen: Eine mit 14 Lehrern und 233 Schülern
- Außenstelle Volkshochschule Günzburg
- Gemeindebücherei

## Söhne und Töchter
- Ludwig Zöschinger (1731–1806), Geistlicher, Komponist und Organist
- Johann Deininger (1896–1973), Politiker (NSDAP), Reichstagsabgeordneter